# آزادی ایمان جهانی
آزادی ایمان جهانی (به انگلیسی: Faith Freedom International (FFI)) وب‌گاهی منتقد اسلام است. FFI خود را «جنبشی خودجوش در سطح بین‌المللی تشکیل شده از مسلمانان سابق و کسانی که از خطر گسترش اسلام‌گرایی نگران‌اند» معرفی کرده‌است. بر اساس وب‌گاه، FFI توسط یک ایرانی مقیم کانادا با نام مستعار «علی سینا» اداره می‌شود. در این وب‌گاه، علی سینا در چالشی، ادعا نموده که در صورت ثابت شدن وجود اشتباه در تعدادی مسائل مطرح‌شده در وب‌گاه، آن را حذف می‌کند.این وب سایت به حمایت از فعالیت های تروریستی بر علیه مسلمانان محکوم شده است
نشانی آزادی ایمان جهانی در ضمیمه کتاب توهم خدا، نوشته ریچارد داوکینز، به عنوان منبعی برای کسانی که برای خروج از دین نیاز به کمک دارند ذکر شده بود. در بیانیه مأموریت FFI کتابی از ابن وراق به نام اسلام:مرتدان زبان به سخن می‌گشایند آورده شده‌است. بر اساس کافران اینترنتی، «آزادی ایمان جهانی انعکاسی از صدای دگراندیشان اسلام است که برای آزادی دینی و آزادی از دین در کشورهای اسلامی می‌کوشند.»

## دسترسی و ترافیک وب‌گاه
بر اساس مطالعه‌ای در سال ۲۰۰۲ توسط استاد جاناتان زیترین و بنجامین ادلمن در دانشگاه هاروارد، این وب‌گاه در عربستان سعودی ممنوع شده‌است. الکسا، این وب‌گاه را در ۶۲۰۰۰ وب‌گاه اول در جهان نشان می‌دهند. (تا آوریل ۲۰۱۳)

## ادعای تهدید به مرگ و هک
علی سینا ادعا می‌کند که پیام‌های تهدید به مرگ از طرف مسلمانان دریافت کرده‌است، از جمله دو امام در هند که ۲۰۰۰۰ دلار (۱ میلیون روپیه) جایزه برای کسی که سینا را بکشد تعیین کرده‌اند. خود وب‌گاه از زمان تأسیس در ۱۲ سال پیش بارها هک‌شده و مورد حملات DDOS قرار گرفته‌است، از جمله آخرین بار در ژانویه ۲۰۱۰ این اتفاق افتاده‌است.

## همکاران قابل توجه
برخی همکاران قابل توجه که در وب‌گاه مقاله نوشته‌اند:
- شری بلر[۱۱]
- دنیل پایپز[۱۲]
- رابرت اسپنسر[۱۳]
- خیرت ویلدرس[۱۴]
- اریک الن بل[۱۵]

### منتقد
- Ali Sina and Faith Freedom International - updated 1/26/12 از شیلا موسجی از مسلمانان آمریکایی